# Benjamin Steffen
Benjamin Steffen (8 marzo 1982) è uno schermidore svizzero, specializzato nella spada.

## Biografia
Nei campionati europei di scherma ha conquistato una medaglia d'oro a Copenaghen del 2004 ed una d'argento a Plovdiv del 2009 nella gara di spada a squadre.

## Palmarès
- Mondiali

Catania 2011: bronzo nella spada a squadre.
Kazan 2014: bronzo nella spada a squadre.
Mosca 2015: bronzo nella spada a squadre.
Lipsia 2017: argento nella spada a squadre.
Wuxi 2018: oro nella spada a squadre.
Budapest 2019: bronzo nella spada a squadre.
- Europei

Copenaghen 2004: oro nella spada a squadre.
Plovdiv 2009: argento nella spada a squadre.
Legnano 2012: oro nella spada a squadre.
Zagabria 2013: oro nella spada a squadre.
Strasburgo 2014: oro nella spada a squadre.
Montreux 2015: bronzo nella spada a squadre.